# Sình ca
Sình ca hay sấng cọ, shấng cọ, cnắng cọô là hình thức  diễn xướng dân gian (đôi khi còn gọi là dân ca) của người Sán Chay ở miền Bắc Việt Nam, bao gồm các nhóm Sán Chay, Cao Lan và Sán Chí (Sán Chỉ).
Các làn điệu sình ca bao gồm hát ru, hát giao duyên đối đáp nam nữ trong các ngày hội xuân, đám cưới, mừng nhà mới, hay khi bản có khách đến chơi. Trong đời sống sinh hoạt của người Sán Chay, sình ca  vẫn được lưu hành, ngoài mục đích giao lưu giải trí, còn thoả mãn nhu cầu nghệ thuật của họ. Trong những dịp lễ tết, hội hè, sình ca thường kéo dài trong nhiều đêm, những người tham gia chia làm tốp hát đối đáp với nhau theo nhiều chủ đề.
Sình ca đã được Bộ Văn hóa, Thể thao và Du lịch Việt Nam công nhận là di sản văn hóa phi vật thể cấp quốc gia, loại hình nghệ thuật trình diễn dân gian, cụ thể cho các loại hình và địa điểm sau:
- Hát sấng cọ (Hát ví Lưu Tam) của người Sán Chay  ở huyện Phú Lương, tỉnh  Thái Nguyên[2]
- Hát sình ca của người Cao Lan ở tỉnh  Tuyên Quang[3]
- Dân ca Cao Lan ở xã Đèo Gia, huyện Lục Ngạn, tỉnh  Bắc Giang[4]
- Dân ca Sán Chỉ ở xã Kiên Lao, huyện Lục Ngạn, tỉnh Bắc Giang[4]

## Sình ca của người Sán Chay
Sình ca của người Sán Chay còn gọi là sấng cọ, shấng cọ, hát ví Lưu Tam, chủ yếu lưu hành ở các huyện Phú Lương, Đồng Hỷ, Đại Từ của tỉnh Thái Nguyên. Những người tham gia hát sình ca phải là nam nữ chưa kết hôn, không cùng huyết thống, những người có gia đình muốn tham gia thì chỉ hát vui trong ngày hội xuân, chúc tết hay trong đám cưới. 
Người Sán Chay có thể hát sình ca trong nhà, hát ngoài đường, hát ở ven rừng, vừa đi vừa hát, hát ngoài đồng hay hát ở chợ... Sình ca là hình thức hát giao duyên nam nữ, nhưng là cuộc hát tự do, tức hứng khi họ gặp nhau. Nội dung của câu hát thường để thăm dò, mời chào và giới thiệu về quê hương, làng bản. Có thể nói hát giao duyên là môi trường tìm hiểu bạn tình  của các chàng trai, cô gái đến tuổi cập kê.

## Sình ca của người Cao Lan
Sình ca hay sịnh ca Cao Lan hay  Dân ca Cao Lan là loại hình nghệ thuật trình diễn dân gian của người Cao Lan ở một số địa phương thuộc tỉnh Bắc Giang, Tuyên Quang... Sình ca Cao Lan không chỉ là những bài hát giao duyên của trai gái, mà còn là những bài hát ca ngợi sản xuất, hát "phụng" Thổ công và Thần Nông, hát mừng nhà mới, hát ru con, hát đố, hát ghẹo... Qua đó, người Cao Lan  gửi gắm những tâm tư, tình cảm với nhau, những ước mơ, nguyện vọng của người lao động với thiên nhiên và thần linh...
Phần lời của dân ca Cao Lan thường là những bài thơ theo thể thất ngôn tứ tuyệt (bốn câu thành một bài, mỗi câu 7 chữ). Một số trường hợp câu thứ nhất chỉ có 3 hay 4 chữ, nên 4 câu chỉ có 24 đến 25 chữ, khi đó người hát phải dùng lời láy để ngân nga. Bố cục của một cụm ca thường gồm hai bài, đôi khi chỉ có một bài hoặc nhiều bài. Tuy vậy, trong mỗi cụm ca thường có phần đầu giống nhau, diễn tả về một sự việc, câu hỏi, lời chào, còn phần giữa và phần kết lại có nội dung khác nhau.
Dân ca Cao Lan bao gồm các thể loại:
- Sịnh ca Thsăn lèn (mừng năm mới): là những bài hát để mừng năm mới, chúc tụng nhau đủ đầy, hạnh phúc, nhà nhà vui vẻ.
- Sịnh ca Thsao bạo (đối giao duyên): là những bài hát phổ biến nhất và được nhiều người Cao Lan ưa thích.  Nội dung những bài ca này thường là mượn cảnh thiên nhiên để trao đổi, tâm tình với nhau, hỏi thăm gia cảnh của nhau. Họ mượn lời hát để gửi gắm yêu thương, nhớ nhung hay trách móc, giận hờn để sau cuộc hát lại gần nhau hơn.
- Sịnh ca Kên láu (hát đám cưới): là thể loại hát vui nhộn và phong phú về số lượng bài.  Thường khi đến nhà gái, đoàn đón dâu của nhà trai phải hát thì nhà gái mới cho vào nhà. Từ khi đi đón dâu đến lúc đưa dâu về nhà chồng, phải trải qua ít nhất hai đêm hát.
- Sịnh ca Tò tan (hát đố): gồm những bài hát được truyền lại và một số bài mới do người Cao Lan sáng tạo ra hàng ngày để đố nhau rồi tự giải nghĩa. Đây cũng thuộc loại hát vui, đầy tính sáng tạo ngẫu hứng, đòi hỏi người hát phải thuộc những bài cổ để trên cơ sở đó sáng tạo những bài mới.

Dân ca Cao Lan được hát ở hầu khắp mọi nơi, như trong nhà, ngoài đường,  ở chợ, trên đồi, trong rừng hay trên nương rẫy... Nếu như có bạn hát là người làng khác đến chơi thì chủ cũng hát trước, khách hát sau. Đó là những bài hát hỏi thăm gia cảnh, gia đình, quê hương... Đối với hát làm quen, giao duyên, địa điểm hát thường là một nhà nào đó trong làng. Cả chủ và khách, họ bắt đầu từ những bài hát hỏi, chào mừng lẫn nhau; khi quen hơn, họ hát đối đáp; khi đã hiểu về nhau, họ mượn những bài tả cảnh để nói với nhau về tình. Những cuộc hát như vậy thường từ chiều hôm trước tới lúc gà gáy hôm sau. Sáng hôm sau, họ tiếp tục ra đường hát và từ lúc này, người ta có thể sáng tạo thêm các bài để hát chơi, trêu ghẹo nhau, gọi là Sịnh ca ý. Khi cuộc hát đã tàn, một bên nửa muốn về, nửa muốn ở lại; một bên lại muốn níu giữ nên cứ dùng dằng kẻ ở người về, lưu luyến, nhớ nhung...

## Cnắng cọô của người Sán Chí
Cnắng cọô hay dân ca Sán Chí là một loại hình nghệ thuật trình diễn dân gian  của người Sán Chí ở một số địa phương thuộc tỉnh Bắc Giang. Đây là lối hát đối đáp nam nữ gần giống như sịnh ca của người Cao Lan,  hát ví, hát trống quân, hát quan họ của người Kinh và các làn điệu sli, lượn của người Tày, Nùng, mà lời ca thường là thể thơ "thất ngôn tứ tuyệt".
Dân ca Sán Chí thường được trình diễn dưới nhiều hình thức, bối cảnh và không gian khác nhau, tiêu biểu là:
- Hát ban ngày (chục cọô): còn được gọi là hát giao duyên hay hát ghẹo. Sự phong phú về câu hát gắn liền với trí thông minh, tài ứng khẩu và đặt lời mới của người hát.  Người Sán Chí có thể hát "chục cọô" trong các lễ hội hoặc trong cuộc sống lao động thường nhật trên một không gian rộng, như làm nương, đi chợ, làm đồng, đi đường...
- Hát ban đêm (Cnắng coộ): là loại hình phong phú nhất và tổng quát nhất của hát dân ca Sán Chí. Với lối hát này, người Sán Chí chỉ hát ở trong nhà hoặc ngoài sân. Thời gian hát chủ yếu vào tháng Hai và cũng là dịp lễ hội của cộng đồng. Trước đây, thể loại "Cnắng cọô" thường được hát trong 7 đêm liền nhưng ngày nay chỉ được tổ chức trong 5 đêm. Trong 5 đêm này, người Sán Chí ở xã Kiên Lao có thể lựa chọn hát trong khoảng 700 đến 1000 bài.  Ở thể loại này, người ta thường hát với giọng nhẹ nhàng, khoan thai như hát ru. Thời gian hát thường từ chiều tối ngày hôm trước đến sáng ngày hôm sau.
- Hát đám cưới (Chắu cọô): còn gọi là Tửu ca. Thể loại này chỉ dành riêng cho đám cưới, với thang âm cao và vui nhộn. Hát đối trong đám cưới là nghi lễ hết sức quan trọng nên đòi hỏi cả hai họ (nhà trai và nhà gái) phải cử những người giỏi hát và ứng tác tham gia trình diễn.
- Hát đổi danh (Zoóng hòô cọô): là thể loại chỉ có nam giới mới được hát.Lối hát này thường được thể hiện với giọng trầm, ấm, ngân nga như thể ngâm thơ. Theo phong tục của người Sán Chí, khi người con trai đủ 18 tuổi thì phải làm lễ đổi danh/tên. Sau khi đổi tên mới, người con trai đó sẽ trở thành người lớn, là thành viên chính thức của cộng đồng, được tham gia mọi công việc của gia đình và cộng đồng.
- Cáp chay cọô (hát về lục giáp): là thể loại hát bói toán về vận mệnh của con người - để xem tuổi hợp, tuổi khắc hay buồn vui, sướng khổ của người muốn xem, giúp cho người xem tránh được rủi ro theo định mệnh. Lời hát lục giáp thường nói về cảnh chiến tranh xâm lược, nội chiến, huynh đệ tương tàn, cha mẹ mất con, vợ mất chồng, con mất cha, anh em ly tán, nhà cửa đổ cháy, đồng ruộng tiêu điều hoang vắng...